# Janice Hahn
Janice Kay Hahn (ur. 30 marca 1952 w Los Angeles) – amerykańska polityczka, członkini Partii Demokratycznej.

## Działalność polityczna
W okresie od 2001 była członkinią rady miasta Los Angeles. Następnie od 12 lipca 2011 do 3 stycznia 2013 przez jedną kadencję była przedstawicielką 36. okręgu, a od 3 stycznia 2013 do rezygnacji 4 grudnia 2016 przez dwie kadencje była przedstawicielką 44. okręgu wyborczego w stanie Kalifornia w Izbie Reprezentantów Stanów Zjednoczonych.
Jej bratem jest James Hahn.